# The Great Songs of Roy Orbison
The Great Songs of Roy Orbison è un album di raccolta del cantante statunitense Roy Orbison, pubblicato nel 1970.

## Tracce
- Side 1

1. Breakin' Up Is Breakin' My Heart
2. Cry Softly Lonely One
3. Penny Arcade
4. Ride Away
5. Southbound Jericho Parkway

- Side 2

1. Crawling Back
2. Heartache
3. Too Soon to Know
4. My Friend
5. Here Comes the Rain, Baby